# Kossuth (családnév)
A Kossuth család Kossuth (szlovákul Košúty) egykor önálló településről ered, mely ma Turócszentmárton városrésze. A település neve a szláv košut (kecskebak) főnévből származik.
E családnevet viselő ismertebb személyek:
- Kossuth Lajos (1802–1894) magyar államférfi, az 1848–1849-es forradalom és szabadságharc szellemi vezére, a Batthyány-kormány pénzügyminisztere, a Honvédelmi Bizottmány elnöke, Magyarország kormányzó-elnöke
- Kossuth Ferenc (1841–1914) Kossuth Lajos idősebbik fia, politikus, országgyűlési képviselő
- Kossuth György (1776–1849) Kossuth Lajos nagybátyja, a szlovák kulturális és politikai élet kiemelkedő alakja, földbirtokos, agronómus
- Kossuth Zsuzsanna (1817–1854) Kossuth Lajos legfiatalabb húga, az 1848–49-es szabadságharcban a tábori kórházak főápolónője
- Joseph Kosuth (1945) amerikai konceptualista művész